# 미하일 수슬로프

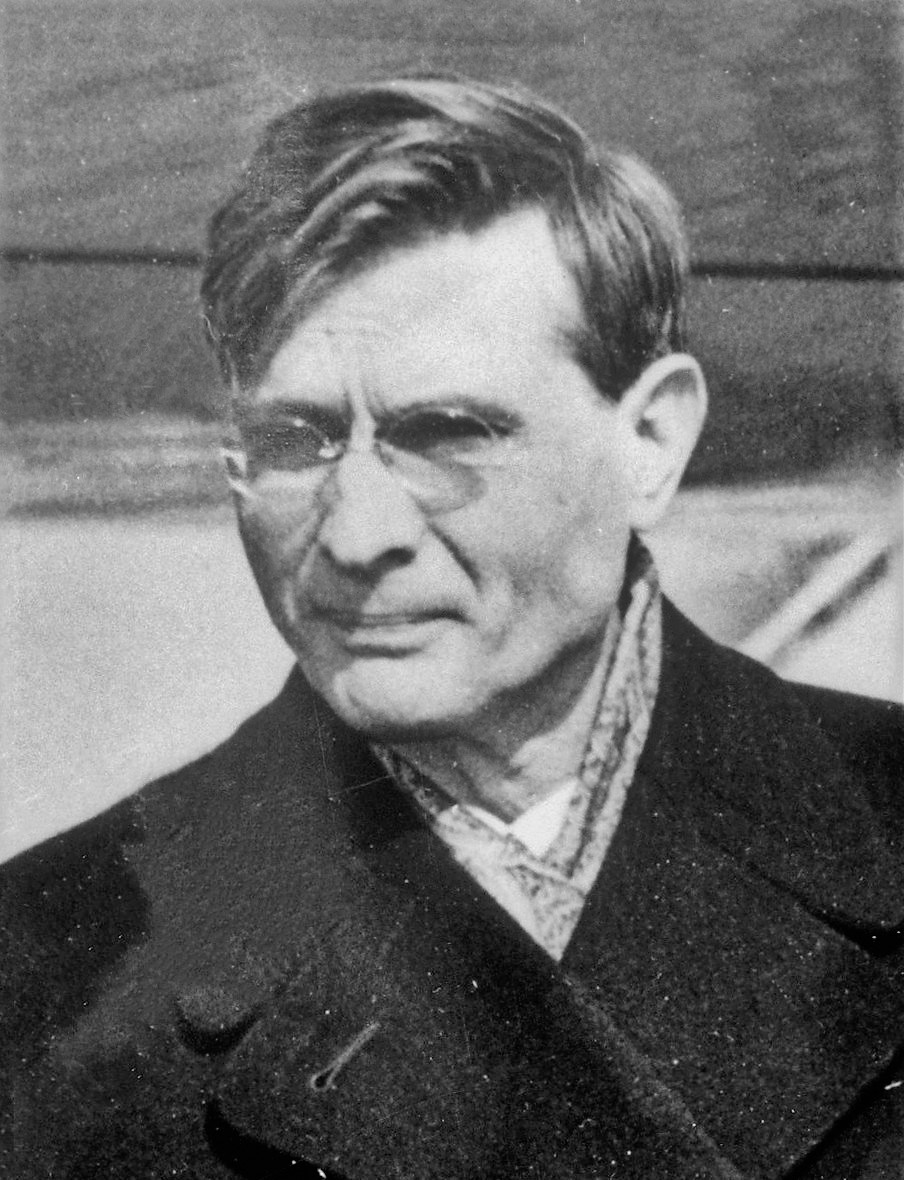
미하일 수슬로프

미하일 안드레에비치 수슬로프(러시아어: Михаил Андреевич Суслов, 1902년 11월 21일 ~ 1982년 1월 25일)는 소련의 정치인이다. 크렘린에서 흑막 역할을 수행하면서 '회색 추기경', '그늘의 실력자'라는 별명을 얻었다. 

## 생애
러시아 울리야놉스크 주 샤홉스코예 마을에 거주하던 소작농 가정에 태어났으며 1921년에는 러시아 공산당(볼셰비키)에 입당했다. 1928년에는 플레하노프 모스크바 국민 경제 대학교에서 경제학과를 졸업했고 모스크바 국립 대학교와 산업 아카데미에서 교수로 근무했다. 1931년부터 소련 공산당 중앙통제위원회에 합류하면서 내무인민위원회(NKVD)의 고위 관리로 근무했다. 1930년대에 이오시프 스탈린이 주도한 대숙청에 참가하면서 공산당 내의 레프 트로츠키, 니콜라이 부하린, 그리고리 지노비예프를 중심으로 이뤄진 스탈린의 반대파를 숙청하는 것에 기여했다.
1937년 로스토프 주 공산당 서기, 1939년 스타브로폴 지방 공산당 제1비서를 역임하면서 승진을 거듭했고 제2차 세계 대전 시기에는 스탈린의 지령을 받고 체첸인, 잉구시인 등 캅카스 지방의 여러 민족을 카자흐스탄으로 강제 이주시켰다. 1944년에는 리투아니아 공산당 중앙위원회에서 활동하면서 리투아니아 민족주의자들을 숙청했다.
제2차 세계 대전이 마무리되자 수슬로프는 다시 이념 분야로 돌아갔다. 1946년에는 소련 공산당 중앙위원회 선전부장, 1949년에는 소련 공산당 기관지 《프라우다》 편집장을 역임했고 1950년 6월에는 소련 최고 소비에트 간부회 위원으로 선출됐다. 1952년에는 제19대 소련 공산당 중앙위원회 정치국 위원으로 선출되었지만 1953년 스탈린이 사망하면서 해임당했다.
1956년에 제20대 소련 공산당 중앙위원회 정치국으로 선출된 이후에 니키타 흐루쇼프를 지지했다. 또한 레오니트 브레즈네프 시대에는 소련 최고 소비에트 외교위원장을 역임하면서 소련의 강경 외교 정책을 지지했다. 그 외에 사회주의 노동영웅 칭호, 레닌 훈장, 10월 혁명 훈장, 대조국 전쟁 훈장 등을 받았다.
1982년 1월 25일에 심장병으로 사망했으며 소련에서는 그의 장례식이 국장으로 진행되었다. 그의 시신은 모스크바 붉은 광장에 위치한 크렘린 네크로폴리스에 안치되었다.